# Měnový kurz
Nominální měnový kurz je cena jedné měny vyjádřená v jednotkách měny jiné. Obvykle se udává jako poměr domácí měny ku měně zahraniční. Zkráceně se někdy používá např. kurz dolaru je 23,35 – to znamená, že měnový kurz české koruny k americkému dolaru je 23,35 Kč za 1 USD.
V režimech plovoucího směnného kurzu jsou směnné kurzy určovány na devizovém trhu, který je otevřen širokému spektru různých typů kupujících a prodávajících a kde je obchodování s měnami nepřetržité: 24 hodin denně kromě víkendů (tj. od 20:15 GMT v neděli do 22:00 GMT pátek). Spotový směnný kurz je aktuální směnný kurz, zatímco forwardový směnný kurz je směnný kurz, který je kótován a obchodován dnes, ale pro dodání a platbu k určitému budoucímu datu.

## Kurzová notace
Kurz z příkladu se běžně zaznamenává ve formě 22,90 USD/CZK . Zde zápis „USD/CZK“ není zlomek, nýbrž historicky používaná notace s významem kurz pro měnu USD je 19,50 CZK: Ačkoli by se výpočet kurzu provedl podílem Kč/$, tedy obráceně, předvedená notace se běžně používá ve směnárnách, v bankách i na Forexu.

## Režimy měnových kurzů
V minulosti byly peníze vyráběny z drahých kovů, například ze zlata (viz zlatý standard). Jednotka každé měny byla jen jiným názvem pro určité množství tohoto kovu. Směnné kurzy proto byly pevně dány, šlo o pouhé poměry hmotností cenného kovu měnových jednotek. K jejich změně došlo jen tehdy, stalo-li se, že panovník snížil obsah drahých kovů v platidle, viz zlehčování mincí. Tyto praktiky byly rozšířené ve středověku. Později se staly velice vzácné, a sice v průběhu devatenáctého století v době tzv. zlatého standardu. Naopak dnes, kdy nejsou peníze kryty komoditou a tedy jejich hodnota není nijak ukotvena hmotností kovu, jsou změny kurzu prakticky neustálé.
Fixní kurzy komoditních měn nebylo obvykle třeba sledovat, namísto toho byly předmětem zájmu vývozy a dovozy kovu (zlata) z a do jednotlivých zemí. Vývoz zlata znamenal, že občané dané země si kupují vyšší množství statků a služeb v zahraničí, anebo masivně investují. V dnešním režimu nekrytých peněz a volně plovoucích kurzů by se taková situace projevila poklesem kurzu dané měny. Dovoz zlata byl pravým opakem, dnes by šlo o posílení kurzu. Ačkoliv komoditní peníze v současnosti používány nejsou, tento mechanismus má stále svou důležitost, protože fakticky fixní kurzy nadále existují mezi zeměmi, které používají stejnou měnu, tedy například v eurozóně. Jde o speciální případ s kurzem 1:1. Toky eur nahrazují kurzová přizpůsobení.
V případě dnes mnohem běžnějších komoditou nekrytých peněz je pro determinaci měnových kurzů rozhodující především měnová politika centrálních bank. Jestliže množství dostupných jednotek nějaké měny vzroste, stane se totéž, co následovalo po znehodnocení mincí, daná měna ztrácí vůči ostatním. Naopak jestliže cizí centrální banky znehodnocují své měny rychleji než domácí centrální banka, pak dojde k relativnímu posílení domácí měny vůči zahraničním měnám. K tomuto kurzovému pohybu může centrální banka zaujmout různé postoje a reagovat různě.
Jestliže se vzdá jakékoliv intervence, potom se jedná o tzv. režim volně pohyblivého kurzu (tzv. floating), přesněji o čistý floating. Jestliže si pouze vyhradí právo zasáhnout, aniž by jej často využívala, pak se hovoří o dirty floatingu, což je případ přístupu ČNB ke kurzu české koruny. A konečně, pokud je zavázána udržovat pevnou výši kurzu (obvykle se tím myslí udržování určitého pásma změn), říká se tomu též režim fixních měnových kurzů. Potom musí reagovat na vychýlení kurzu mimo stanovený interval operacemi na devizových trzích.

## Teorie měnových kurzů
Způsob, jakým se stanovují výše měnových kurzů na měnových trzích, se snaží vysvětlit teorie měnových kurzů. Obvykle se jedná o neúplná vysvětlení. Kurz je totiž tržním fenoménem, a proto je nepředpověditelný. Existuje celá řada případů, kdy například lidé jedné země si přejí držet měnu jiné ve velkém množství. Funkci takové rezervní měny v desetiletích po druhé světové válce plnil americký dolar, ale mnohde i německá marka. Obvykle šlo o měny zemí, které nepodléhaly vysoké depreciaci, byly snadno dostupné apod. Za pohyby měnového kurzu může být i spekulace, tedy očekávání mnohých aktérů, že dojde k určitému vývoji, a proto provádí měnové operace založené na těchto očekáváních.

### Teorie parity kupní síly
Teorie parity kupní síly vychází ze zákona jediné ceny, který říká, že cena zboží po přepočtení na stejnou měnu musí být stejná. Protože však existují překážky mezinárodního obchodu (je nutno hradit dopravní náklady; některé statky – zejména služby – jsou neobchodovatelné), měnové ceny si neodpovídají.
Teorie parity kupní síly má dvě verze:

#### Absolutní
Absolutní verze říká, že nominální měnový kurz je vyjádřen jako poměr cenových hladin:
{\displaystyle E=P_{\text{domácí}}/P_{\text{zahraniční}}}
kde P je cenová hladina, E je měnový kurz.

#### Relativní
Relativní verze říká, že procentní změna měnového kurzu odpovídá rozdílu změn cenových hladin (tzn. rozdílu měr inflací):
{\displaystyle e=\pi _{\text{domácí}}-\pi _{\text{zahraniční}}}
kde e je relativní změna nominálního měnového kurzu, {\displaystyle \pi } míra inflace.

## Stanovení měnového kurzu
- U nesměnitelných měn:
  - Kurzy se nevytváří na devizových trzích, jsou to kurzy nepružné a jsou stanoveny centrálními orgány státu, kde se používá nesměnitelná měna.
- U volně směnitelných měn:
  - Volně směnitelné měny využívají pružné kurzy – neustále se mění, systém pružných kurzů existuje ve třech variantách:
    - Kurzy volně pohyblivé (floating): Kurz kolísá volně podle nabídky a poptávky bez zásahů centrální banky – bez devizových intervencí.
    - Řízený floating (pohyblivý kurz v rámci limitů): centrální banka zasahuje v případě, že se kurz odchyluje od ústředního kurzu více, než je stanovena hranice fluktuačního pásma.
    - Vázané kurzy: jsou u nejméně používaných měn, které svůj kurz odvozují od vývoje kurzu významné měny nebo koše měn.

### Změny měnového kurzu
Měnové kurzy konvertibilních měn s čistým nebo řízeným floatingem jsou pohyblivé v závislosti na nabídce a poptávce po měně na mezinárodních devizových trzích. Možné případy:
- Zhodnocení měny (apreciace)
  - měna vůči jiné posiluje,
  - zlevňuje zahraniční zboží dovážené do země, zvýhodňuje dovozce,
  - zdražuje domácí zboží vyvážené na zahraniční trhy, znevýhodňuje vývozce.
- Znehodnocení měny (depreciace)
  - měna oslabuje vůči jiným měnám,
  - zdražuje zahraniční zboží dovážené do země, znevýhodňuje dovozce,
  - zlevňuje domácí zboží vyvážené na zahraniční trhy, zvýhodňuje vývozce.

U volně nesměnitelných měn a měn s fixním měnovým kurzem může stát (resp. jeho měnová autorita, zpravidla centrální banka) vyhlásit znehodnocení měny (devalvaci) nebo zhodnocení měny (revalvaci).

### Vlivy působící na měnový kurz
- Nabídka a poptávka po měně
- Rozsáhlé nákupy a prodeje
- Saldo obchodní a platební bilance
- Výše úrokových sazeb
- Ekonomická a politická situace a aktuální události